# HMS Kempenfelt (I18)
«Кемпенфельт» (I18) (англ. HMS Kempenfelt (I18) — військовий корабель, лідер ескадрених міноносців типу «C» Королівських військово-морських флотів Великої Британії та Канади за часів Другої світової війни. Як лідер флотилії служив у складі Домашнього флоту Британії напередодні світового конфлікту. Під час Громадянської війни в Іспанії залучався до патрулювання поблизьких вод країни, забезпечуючи блокаду. У 1939 році переданий у Королівський флот Канади та перейменований на «Ассінібойн» (I18).
З початком війни на Атлантиці брав участь у бойових діях в океані, супроводжував транспортні конвої до Британських островів, затопив тараном один німецький підводний човен. У ході висадки морського десанту до Нормандії залучався до протичовнових дій, а по завершенні бойових дій взяв участь у перевезенні канадських військ на Батьківщину.
Після війни проданий на металобрухт, проте під час буксування наразився на мілину й простояв до 1952 року, доки не був розібраний.

## Історія
«Кемпенфельт» закладений 18 жовтня 1930 року на верфі компанії J. Samuel White на острові Коуз. 30 травня 1932 року увійшов до складу Королівських ВМС Великої Британії.
З 8 на 9 березня 1940 року «Ассінібойн» разом з британським легким крейсером «Данідін» перехопив і захопив між Гаїті та Пуерто-Рико німецький проривач блокади «Ганновер». Пізніше, після глибокої модернізації «Ганновер» став першим британським ескортним авіаносцем «Одасіті».
6 серпня 1942 року у Північній Атлантиці південніше мису Фарвель (54°24′ пн. ш. 39°37′ зх. д. / 54.400° пн. ш. 39.617° зх. д.) перехопив німецький підводний човен U-210, який потопив глибинними бомбами, артилерією та тараном. 6 членів екіпажу загинули, 37 врятовано.